# Comuna de Drohiczyn
Drohiczyn (polaco: Gmina Drohiczyn) é uma gminy (comuna) na Polónia, na voivodia de Podláquia e no condado de Siemiatycki. A sede do condado é a cidade de Drohiczyn.
De acordo com os censos de 2004, a comuna tem 6882 habitantes, com uma densidade 33,1 hab/km².

## Área
Estende-se por uma área de 207,96 km², incluindo:
- área agricola: 81%
- área florestal: 10%

## Demografia
Dados de 30 de Junho 2004:
|                      | Total   | Total | Mulheres | Mulheres | Homens  | Homens |
| -------------------- | ------- | ----- | -------- | -------- | ------- | ------ |
|                      | pessoas | %     | pessoas  | %        | pessoas | %      |
| População            | 6882    | 100   | 3419     | 49,7     | 3463    | 50,3   |
| Densidade (pop./km²) | 33,1    | 100   | 16,4     | 16,4     | 16,7    | 16,7   |

De acordo com dados de 2002, o rendimento médio per capita ascendia a 1285,37 zł.

## Comunas vizinhas
- Grodzisk, Jabłonna Lacka, Korczew, Perlejewo, Platerów, Repki, Siemiatycze